# (6519) Giono
(6519) Giono es un asteroide perteneciente al cinturón de asteroides, descubierto el 12 de febrero de 1991 por Eric Walter Elst desde el Observatorio de la Alta Provenza, Francia.

## Designación y nombre
Designado provisionalmente como 1991 CX2. Nombrado en memoria del escritor provenzal Jean Giono (1895–1970). Nacido en Manosque, abandonó esta pequeña ciudad sólo para hacer viajes cortos por Provenza e Italia. Su estilo natural de escritura hace que su obra sea fácil de leer, mostrando una fuerza notable y un sentido del humor. La riqueza de imágenes poéticas, inspiradas en la naturaleza espléndida y al mismo tiempo áspera de la Provenza, evoca sus ideas personales sobre las cosas irremplazables de la vida. En Refus d'obeissance (1937) se proclama el anarquismo rural y el pacifismo valiente, actitud que le llevó a dificultades con las autoridades, que lo encarcelaron. Entre los escritos conocidos de Giono se encuentran la Trilogía de Pan y Que ma joie demeure.

## Características orbitales
Giono está situado a una distancia media del Sol de 2,196 ua, pudiendo alejarse hasta 2,540 ua y acercarse hasta 1,852 ua. Su excentricidad es 0,157 y la inclinación orbital 5,718 grados. Emplea 1188,64 días en completar una órbita alrededor del Sol.

## Características físicas
La magnitud absoluta de Giono es 14,10. Tiene 4,600 km de diámetro y su albedo se estima en 0,276.